# Svazek obcí Horní Labe
Svazek obcí Horní Labe je dobrovolný svazek obcí (dle § 49 zákona č.128/2000 Sb. o obcích) založený 20. března 2003, nacházející se v okresu Trutnov. Jeho sídlem je městský úřad v Hostinném, předsedkyní je Dagmar Sahánková a místopředsedou je Jiří Vancltel. Nejvyšším orgánem svarku je výkonná rada, jejími členy jsou starostové členských obcí svazku. Impulsem ke vzniku a jeho cílem je ochrana a prosazování společných zájmů členských obcí, zejména budování infrastruktury, rozvíjení cestovního ruchu, cykloturistiky, podnikání, řečení úkolů v oblasti školství, zdravotnictví, kultury, veřejné zeleně a osvětlení, zlepšování dopravní obslužnosti, zahraniční spolupráce a především spolupráce členských obcí při obnově a rozvoji venkova, při přípravě a realizaci rozvojových programů Evropské unie a společných rozvojových projektů obcí podél řeky Labe. Především se zaměřením na povodňové problémy obcí, dostupnost zdravotní péče, dopravní obslužnost a další záležitosti. Sdružuje celkem 17 obcí a byl založen v roce 2003.

## Obce sdružené v mikroregionu
- Čermná
- Dolní Branná
- Dolní Dvůr
- Dolní Kalná
- Dolní Lánov
- Dolní Olešnice
- Horní Kalná
- Horní Olešnice
- Hostinné
- Chotěvice
- Klášterská Lhota
- Kunčice nad Labem
- Lánov
- Prosečné
- Rudník
- Strážné
- Vrchlabí